# L'insolito caso di Mr. Hire
L'insolito caso di Mr. Hire (Monsieur Hire) è un film del 1989 diretto da Patrice Leconte.
È un remake di Panico, diretto nel 1946 da Julien Duvivier e tratto anch'esso dal romanzo di Simenon, Il fidanzamento del signor Hire.
È stato presentato in concorso al 42º Festival di Cannes.

## Trama
Lo stile di vita appartato ed originale di Mr. Hire, i modi scontrosi e provocatori, oltre che l'oggetto dei lazzi e delle villanie dei bimbi, fanno di lui anche l'indiziato numero uno per un caso di violenza ed assassinio di una giovane, avvenuto in prossimità dell'isolato in cui l'uomo, naturalizzato francese, vive a Parigi e verso il quale qualcuno ha visto fuggire l'omicida.
Tra le insolite occupazioni dell'uomo, oltre all'allevamento di cavie bianche e al virtuosismo nelle piste di bowling, vi è l'inquietante abitudine di spiare, attraverso le finestre, ogni attimo dell'esistenza della vicina Alice, compresi i momenti di intimità col suo amante Emile. Anche la reazione della donna, quando si accorge di essere osservata, è insolita: non irritazione o minacce, bensì curiosità e disponibilità ad approfondire la reciproca conoscenza. Ad un appuntamento in un ristorante, Hire le confessa di essere a conoscenza dei motivi alla base di tale atteggiamento: scoprire se egli, la notte del crimine, ha visto Emile rifugiarsi, col soprabito insanguinato, nell'appartamento di Alice. Benché sospettato, non ha denunciato il giovane per non coinvolgere lei, come complice. Le dichiara anche la sua profonda devozione e la invita a seguirlo in Svizzera, nel suo chalet nei dintorni di Losanna.
Ma, nel frattempo, anche l'ispettore ha cambiato pista e, durante un incontro di boxe, cui assiste con Alice, Emile riesce a stento a sottrarsi alla cattura, anche grazie al silenzio di Hire, presente sul luogo, nel suo ossessivo pedinamento dell'amata. Nella stessa occasione implora Alice di trovarsi con lui il giorno dopo sul treno per Losanna.
Ma all'abbandono definitivo di Parigi, preparato scrupolosamente, anche con la soppressione delle amate cavie, la giovane non si fa trovare. Hire la ritrova, invece, nel proprio appartamento, in compagnia dell'ispettore e della borsetta della vittima, ivi nascosta da Alice per accusare lui del crimine, discolpando Emile. In un disperato tentativo di fuga sui tetti, Hire precipita, trovando la morte. Solo successivamente, l'ispettore apprenderà la verità da una lettera, lasciata da Hire in una cassetta di sicurezza della stazione, in cui l'uomo gli chiedeva di consentire ad Alice di costruirsi con lui una nuova, tranquilla esistenza.

## Riconoscimenti
- Festival di Cannes 1989
  - Nomination Palma d'oro a Patrice Leconte
- Premi César 1990: 
  - Miglior sonoro a Pierre Lenoir e Dominique Hennequin
  - Nomination Miglior film a Patrice Leconte
  - Nomination Migliore attore a Michel Blanc
  - Nomination Migliore attrice a Sandrine Bonnaire
  - Nomination Miglior regista a Patrice Leconte
  - Nomination Migliore musica a Michael Nyman
  - Nomination Migliore montaggio a Joëlle Hache e Claudine Merlin
  - Nomination Miglior manifesto a Anahi Leclerc
- National Board of Review Awards 1990
  - Nomination Miglior film straniero
- Premio Méliès 1990
  - Miglior film francese a Patrice Leconte
- Boston Society of Film Critics 1991
  - Miglior film in lingua straniera
- Guldbagge Award 1992
  - Miglior film straniero